# 西山茂
西山茂，日本剪輯技師。REAL-T代表執行董事、總編輯。出身於福島縣磐城市。曾參與J.C.STAFF、A-1 Pictures、BONES及細田守的多部作品。在TAVAC，主要剪輯東映動畫的作品，但在2006年3月獨立並成立REAL-T。

## 參加作品

### 電視動畫
1991年
- 金肉人 金肉星王位爭奪篇
- 蓋特機器人號

1993年
- 灌籃高手

1996年
- 機械女神J

1997年
- 少女革命

1998年
- 機械女神JtoX
- 不可思議魔法藥店（日语：ふしぎ魔法ファンファンファーマシィー）

1999年
- 迷糊女戰士

2001年
- 新白雪姬傳說
- 小小雪精靈
- 野野子（日语：ののちゃん）
- 魔法戰士李維

2002年
- 青出於藍
- 笑園漫畫大王

2003年
- 青出於藍 ～緣～
- 一騎當千
- 高機動幻想 ～嶄新之行軍歌～（日语：ガンパレード・マーチ 〜新たなる行軍歌〜）
- 月姬
- 愛的魔法
- 魔法使的條件

2004年
- 詩∽片
- 光與水的女神
- 忘却的旋律

2005年
- ARIA The ANIMATION
- 我的太太是魔法少女
- 極上生徒會
- 灼眼的夏娜
- 絕對少年
- 星艦駕駛員
- 蜂蜜與四葉草
- 不可思議星球的☆雙胞胎公主

2006年
- 後天的方向。
- ARIA The NATURAL
- 冬季花園
- 櫻蘭高校男公關部
- 家庭教師HITMAN REBORN！
- 東京暴族2（日语：TOKYO TRIBE2）
- 蜂蜜與四葉草II
- 不可思議星球的☆雙胞胎公主 Gyu！
- 甦醒的天空 -RESCUE WINGS-（日语：よみがえる空 -RESCUE WINGS-）

2007年
- 王牌投手 振臂高揮
- 君吻 pure rouge
- 灼眼的夏娜II
- 神曲奏界
- 天翔少女
- Devil May Cry
- 交響情人夢
- 羅比與克羅比（日语：ロビーとケロビー）

2008年
- 鋼鐵新娘
- 死後文
- 秀逗魔導士REVOLUTION
- SOUL EATER
- 魔法禁書目錄
- 虎與龍
- 隱王
- 新·安琪莉可 Abyss -Second Age-
- 新·安琪莉可 Abyss
- 交響情人夢 巴黎篇
- PERSONA -trinity soul-

2009年
- 11eyes
- 秀逗魔導士EVOLUTION-R
- 科學超電磁砲
- 奇蹟☆列車 ～歡迎來到大江戶線～

2010年
- 無法掙脫的背叛
- 王牌投手 振臂高揮 ～夏季大會篇～
- 少女妖怪 石榴
- 侵略！花枝娘
- STAR DRIVER 閃亮的塔科特
- 世紀末超自然學院[1]
- 閃光的夜襲
- 魔法禁書目錄II
- 交響情人夢 最終篇

2011年
- 我們仍未知道那天所看見的花名。
- 歌之王子殿下 真愛1000%
- 神的記事本
- ［C］
- 灼眼的夏娜III -FINAL-
- 侵略!? 花枝娘
- 幸福光暈 ～hitotose～
- 緋彈的亞莉亞
- 結界女王
- 轉吧！企鵝罐
- 食夢者瑪莉

2012年
- 在那個夏天等待
- 聖靈家族 -La storia della Arcana Famiglia-
- 愛殺寶貝
- 櫻花莊的寵物女孩
- 女子落語
- 刀劍神域
- 釣球
- 校園剋星

2013年
- 歌之王子殿下 真愛2000%
- 科學小飛俠Crowds
- 銀之匙 Silver Spoon
- 青春紀行
- 刀劍神域 Extra Edition
- 幸福光暈 ～More Aggressive～
- 科學超電磁砲S
- 結界女王 震顫
- 魔界王子 devils and realist
- 校園剋星 ～Refrain～

2014年
- 狐仙的戀愛入門
- 地球隊長
- 刀劍神域II
- 風雲維新大將軍
- 修業魔女璐璐萌

2015年
- 科學小飛俠Crowds Insight
- 百合熊風暴
- 血界戰線
- 食戟之靈
- 重裝武器

2016年
- 終末的伊澤塔
- 食戟之靈 貳之皿
- TABOO TATTOO -禁忌咒紋-
- 文豪Stray Dogs
- 只有我不存在的城市

2017年
- 亞人醬有話要說
- 學園少女突襲者 Animation Channel

2018年
- 音樂少女

### 電影動畫
1993年
- 怪博士與機器娃娃：嗯加！愛在企鵝村（日语：Dr.スランプ アラレちゃん んちゃ!ペンギン村より愛をこめて）

1994年
- 劇場版 灌籃高手（日语：スラムダンク (1994年の映画)）
- 灌籃高手：稱霸全國！櫻木花道（日语：スラムダンク 全国制覇だ! 桜木花道）

1995年
- 灌籃高手：湘北最大的危機！燃起鬥志的櫻木花道（日语：スラムダンク 湘北最大の危機! 燃えろ桜木花道）
- 灌籃高手：咆哮籃球員靈魂！花道和流川的灼熱夏季（日语：スラムダンク 吠えろバスケットマン魂!! 花道と流川の熱き夏）

1999年
- 少女革命 ～思春期默示錄
- 劇場版 遊☆戲☆王

2000年
- 數碼寶貝大冒險02 前篇：數碼寶貝颶風登陸!!／後篇：超絕進化!! 黃金的數碼装甲／數碼暴龍大電影旋風危機

2001年
- 數碼寶貝大冒險02：超惡魔獸的逆襲

2002年
- GUILSTEIN（日语：ギルステイン）

2005年
- 劇場版 魔法少年賈修：機械巴爾漢來襲

2006年
- 穿越時空的少女

2007年
- 劇場版 灼眼的夏娜

2009年
- 夏日大作戰

2012年
- 狼的孩子雨和雪
- 神奇樹屋

2013年
- 劇場版 我們仍未知道那天所看見的花名。
- 劇場版 魔法禁書目錄：恩底彌翁的奇蹟
- STAR DRIVER 閃亮的塔科特 THE MOVIE

2015年
- 好想大聲說出心底的話。
- 百日紅 ～Miss HOKUSAI～
- 怪物的孩子

2016年
- 同級生

2017年
- 劇場版 刀劍神域：序列爭戰

2018年
- 劇場版 文豪Stray Dogs：DEAD APPLE
- 怪物彈珠 THE MOVIE 空之彼方（日语：モンスターストライク THE MOVIE ソラノカナタ）

2019年
- 生日幻境[2]

2020年
- 尋找小魔女DoReMi

2021年
- 龍與雀斑公主

2023年
- 劇場版 IDOLiSH7 LIVE 4bit BEYOND THE PERiOD

2024年
- 劇場版 物怪

### OVA
1991年
- 3×3 EYES

1995年
- 3×3 EYES ～聖魔傳說～
- 新海底軍艦

1997年
- 機械女神J again

1999年
- 學校很恐怖（日语：不気田くん#OVA）

2000年
- 天使禁獵區「物質界篇」

2001年
- 校園外星人
- KIZUNA -絆- 虛驚一場的誤會（日语：KIZUNA#KIZUNA -絆- KIZUNA -絆- 恋のから騒ぎ）

2002年
- 高校鐵拳傳（日语：高校鉄拳伝タフ）

2003年
- 巨乳學園 來自英雌部的愛

2005年
- 撲殺天使朵庫蘿

2009年
- 灼眼的夏娜S

2010年
- 今天開始談戀愛
- 幸福光暈

2012年
- 侵略!! 花枝娘

2015年
- 幸福光暈 ～畢業寫真～

2017年
- 亞人醬有話要說

2019年
- 修業魔女璐璐萌 完結篇

## 外部連結
- 西山茂的X（前Twitter） （日語）
- （日語）—Akiba總研（日语：カカクコム）